# 翼の凱歌
『翼の凱歌』（つばさのがいか）は、1942年（昭和17年）10月15日公開の東宝映画製作の戦争映画。また、その主題歌（軍歌）。

## 解説
幼くして操縦士と航空機関士である父を嵐の中の墜落事故で失った2人の少年が、墜落機の操縦士の妻のもと、義兄弟として育てられ、兄は少年飛行兵を志願し、帝国陸軍航空隊のエース・パイロット（戦闘機操縦者）に、弟は航空機乗員養成所を経て中島飛行機のキ43（後の一式戦闘機「隼」）のテスト・パイロットへと成長し、開発現場と戦場で活躍する有様を描く。
内容は、当時の陸軍の主力戦闘機の開発秘話を織り交ぜる一方で、主人公に陸軍パイロットと民間パイロットという異なる道に進んだ義兄弟を据えることで、彼らが前線の軍人として、そして銃後の民間人として成長する過程を描くサクセスストーリー調にまとめられている。また、2人を見守る未亡人を登場させることで、美しき大和撫子たる戦時下の女性の心構えを説いている。
本作品は陸軍航空本部が後援しており、養成所シーンはセットではなく仙台地方航空機乗員養成所が利用され、撮影に用いられた航空機は一部特撮シーンを除き、全て実機が用いられている。また照準器やオイルクーラーなどの機体の細部、エンジン起動や離陸から着陸に至るまでのシーン、アクロバット飛行など、かなり鮮明に描写されており、第3の主人公とも言える「隼」の姿を余すところなく長時間に渡り撮影され、言わば本作品は「隼」のプロモーションビデオとも言える作品にも仕上がっている。その点からも、映画撮影のために実機がふんだんに使われている、1940年（昭和15年）の映画『燃ゆる大空』、1944年（昭和19年）の映画『加藤隼戦闘隊』と並び、映像資料としても極めて貴重な作品となっている。 併せてコレヒドールで鹵獲したアメリカ陸軍のボーイングB-17も敵機として使用された。
また、後に世界的監督となる黒澤明が外山凡平と共同で脚本を手がけており、特撮シーンは『ハワイ・マレー沖海戦』『加藤隼戦闘隊』など、当時の戦争映画と同様に円谷英二が手がけているが、陸軍の協力により実機でのシーンが多いため特撮シーンは墜落や撃墜のシーンのみと少ない。しかし、本作品での隼のミニチュアの研究が、後の『加藤隼戦闘隊』へ活かされたとされる。

## ストーリー
ある嵐の夜、1機の水上機が海岸に不時着し、乗っていた操縦士と航空機関士が死亡した。残されたのは操縦士の妻である大川伸子と息子の雄吉、そして天涯孤独となった機関士の息子である野田喬。伸子は健康を気遣う叔父の反対を押し切り、喬を引き取って雄吉と同じ息子として育てることを決意する。年月が経ち、兄弟のように成長した2人であったが、3人でピクニックに出かけた時に伸子は危篤状態となる。伸子は叔父に2人のことを、雄吉に年下の喬のことを頼み息絶える。
その後、雄吉は陸軍少年飛行兵を経て大日本帝国陸軍のエースパイロットとして中国戦線で活躍し、喬は逓信省航空機乗員養成所を経て中島飛行機のテストパイロットとなった。雄吉が内地に帰還したある日、雄吉は喬の操縦によるキ43のテスト飛行を見学に行くが、喬は兄に自分の技量を見せようとして無理な飛行を行ない、雄吉が制止したにもかかわらず、フラッター事故で負傷してしまう。喬の無茶な飛行が事故原因として疑われ、憤慨した喬は雄吉との面会も断るようになってしまう。雄吉は喬を諭す一方で、事故の真相を探るべく自らキ43のテスト飛行を志願。事故原因が機体の強度不足であることを突き止め、喬の汚名をそそいだ。
そして昭和16年12月8日、米英撃滅の大詔渙発。南方戦線に出撃した2人は、敵爆撃機を撃墜する敢闘を見せるのであった。

## 出演者
- 大川雄吉：岡譲二
- 大川喬：月田一郎
- 大川平八郎
- 河津清三郎
- 清川荘司
- 清水将夫
- 進藤英太郎
- 大川雄吉（少年期）：杉裕之
- 野田（→大川）喬（少年期）：杉幸彦
- 柳谷寛
- 佐山亮
- 竜崎一郎
- 生方賢一郎
- 田中利男
- 木村勝太郎
- 津田光男
- 松井良輔
- 高松文麿
- 三田国夫
- 草間璙夫
- 木下陽
- 山川ひろし
- 熊谷二良
- 花井蘭子
- 若原春江
- 英百合子
- 一の宮敦子
- 瀧鈴子
- 嶺恵美子
- 大川伸子：入江たか子

## スタッフ
- 配給：社団法人映画配給社
- 後援：陸軍航空本部・航空局
- 脚本：外山凡平・黒澤明
- 撮影：完倉泰一
- 特殊撮影：円谷英二
- 調音：片岡造一
- 美術：北辰雄
- 照明：岸田九一郎
- 現像：西川悦二
- 編集：後藤敏男
- 音楽：服部良一
- 演奏：東宝映画管弦楽団
- 助監督：谷口千吉
- 監督：山本薩夫

## 挿入曲
「翼の凱歌」
作詞：佐藤惣之助 / 作曲：山田耕筰 / 編曲：服部良一 / 唄：霧島昇、藤山一郎、コロムビア合唱団
「空の母さん」
作詞：サトウハチロー / 編曲：服部良一 / 唄：松原操

## 軍歌
作詞：佐藤惣之助、作曲：山田耕筰、編曲：服部良一。同名の映画の主題歌らしく、歌詞にも「隼」のことが歌われている。著作権のうち、歌詞は1992年末に、原曲は2015年末に失効し、パブリックドメインとなった。
コロムビアレコードからレコードが発売されていた。歌手は映画と同じだが、演奏はコロムビア・オーケストラによるもので、合唱箇所や間奏の位置が異なる。
1

空を飛ぶ鷲 隼が

風切る翼に力在り

断じてやるぞの魂は

胸に雲より涌き上る

聞けよ爆音 翼の凱歌

2

熱と意氣との在る処

空を制して榮へ在り

燃へ立つ希望を 励げますは

吾等一億 民の聲

響け卋界に 翼の凱歌

3

鍛へ鍛へし この腕を

示すはこの日ぞ今日の日ぞ

輝き亘れる心こそ

晴れて一線 曇り無し

挙げよ勲し 翼の凱歌

4

空を㐧二の故郷と

語りて笑顔に煕り有り

攻めては敵をば粉と為し

迎へ撃ちては霧と為す

謳へ諸人 翼の凱歌